# 증기기관

증기기관(蒸氣機關, 영어: Steam engine)은 외연 열기관으로, 수증기의 열에너지를 기계적인 일로 바꾸는 장치이다. 1705년 영국의 발명가 토머스 뉴커먼이 발명했고, 1769년에 제임스 와트가 개량했다.
기계작동을 위해 끓는 물을 이용하는 아이디어는 2,000년의 오랜 역사를 가지고 있다. 초기 장치들은 실용적인 동력 발생로들이 아니었지만 설계가 진보함에 따라 유용한 동력을 발생시킬 수 있게 되어 지난 300년동안 기계 동력의 주요한 근원이 되었는데, 최초의 응용 예는 진공 엔진을 이용한 갱내 배수였다. 이후의 발전형에서는 가압 증기를 사용하고, 회전 운동으로 변환하여 이전에 수차나 풍차 위치의 제한으로부터 풀려나 물과 석탄 또는 나무 연료를 얻을 수 있는 곳이면 어디든지 제조 기계장치의 광범위한 동력 사용을 가능케 하였다. 주목할 점은, 이 동력원이 증기견인차, 철도 기관차 같은 증기견인차들과 같은 기동 원동기에 훗날 사용된 것이다. 현대 증기터빈들은 여러 가지 열원들을 사용하여 세계에 전력의 대략 80%을 생산한다.
증기기관들은 비록 태양 에너지, 원자력 또는 지열 에너지와 같은 열의 다른 외부 근원이 사용될지라도 일반적으로 외연기관이다. 동력 싸이클은 Rankine 사이클로 알려져 있다.
일반적으로, '증기기관'이라는 용어는 통합 증기 플랜트, 즉, 철도 증기기관차와 이동형 증기기관을 가리킬 수도 있고, 단독 기계류, 즉, 보 엔진과 고정증기기관을 가리킬 수도 있다. 증기해머와 증기 파일 드라이버들과 같은 전문화된 장치들은 독립된 보일러로부터 공급된 증기를 사용한다.

## 발전 과정

### 근세 이전
- 1세기: 알렉산드리아의 헤론이 가열한 공기 또는 물의 힘에 대한 예시를 '아에올리스의 공'으로 구상하여 기록했다. 이 장치는 증기 제트에 의해 돌아가는 회전 공으로 이루어져 있으며 약간의 힘은 낼 수 있었으나 실제 사용은 불가능했다. 그럼에도 불구하고 증기 압력으로 움직이는 최초의 장치로 기록되어 있다. 그는 증기압을 이용해 물을 한쪽 용기에서 다른 쪽으로 옮기는 방법 또한 고안했다. 사원 문을 열 때 쓰던 연장의 무게만큼의 양동이에 물을 채우고 닫은 후 무거운 물건을 올려놓으면 처음 용기의 냉각으로 발생한 진공에 의해 양동이 안의 물이 빨려나오게 된다.
- 1551년: 타키 알딘이 모래톱을 회전시키기 위해 증기 터빈을 닮은 장치를 고안했다.
- 1601년: 지오바니 바티스타 델라 포르타가 압력 혹은 진공을 만들기 위해 증기를 사용한 실험을 했다.
- 1615년: 루이 13세 밑에서 일하던 기술자였던 살로몽 드 코는 포르타가 고안한 장치와 비슷한 장치가 기술된 책을 출간하였다.
- 1629년: 지오반니 브란카는 타키 알딘이 고안한 유사 증기 터빈 장치를 사용하여 반죽에 사용하는 방아장치를 개발했다.
- 1630년: 데이비드 렘시는 그가 개발한 많은 증기 관련 특허를 취득하였다. 그는 증기 기관을 '불 기관'이라 불렀으며. 이 용어는 오랫동안 사용된다.

### 증기 기관의 상용화
- 1663년: 에드워드 서머셋 우스터 후작은 그의 발명품들의 모음집을 발간했다. 하나는 본질적으로는 살로몽 드 코가 만든 것과 비슷하지만 한 개의 보일러에만 부착되어 있었던 새로운 종류의 증기 기관이었다. 이 발명품의 열쇠는 증기를 강제로 농축시키기 위한 용기 주위의 냉각 장치이다. 이는 파이프를 통해 용기로 물을 끌어 넣는 데 사용되던 방의 일부를 진공으로 만들었다. 고로 펌프를 만든 것이다. 그는 래글랜 성 한 곳에 상당히 큰 크기의 장치를 만들었는데, 이것이 최초의 공업용 크기 증기 기관이었다. 그는 채광 작업을 하기 위해 장치를 만들고 있었지만, 회사를 세우기도 전에 사망했다.
- 1698년: 토마스 세이버리는 〈광부의 친구〉라는 증기 펌프를 소개했다. 이것은 서머셋의 디자인과 거의 같았는데, 나중에 추가된 한가지 중요한 개선점은 냉각수가 장치 안에 있는 스프레이로 실린더 밖으로 직접 뿌려져서 교체된다는 것이다. 이 펌프는 대부분 실험작으로 몇몇 개가 만들어졌으나, 흡인력을 이용하여 물을 끌어올리는 다른 구조와 마찬가지로 32피트(10미터) 혹은 그보다 낮은 높이까지만 들어올릴 수 있었다. 실생활에 사용되도록 하기 위해 펌프들을 쌓아놓고 실린더의 맨 꼭대기까지 강제로 물을 끌어 올리는 추가 증기 압력도 사용할 수 있도록 하였다. 하지만 많은 광산업자들은 폭발의 위험을 생각하여 이 옵션은 피했다.

### 토머스 뉴커먼의 증기 기관
- 1705년: 토마스 뉴커먼은 대기압식 증기기관을 만들었는데, 세이버리 펌프와는 달리 실린더 안에 피스톤을 두어 물이 안으로 뿌려질 때 진공이 피스톤을 실린더의 바닥으로 밀어 내리도록 했다. 이 기관은 작동 높이와 탄광 채굴에 많은 향상을 가져왔다. 당시 증기 기관에 대한 모든 사용에 대한 특허는 세이버리가 쥐고 있었으므로 뉴커먼은 그의 동료였던 존 컬리와 함께 1733년에 특허가 만료될 때까지 동업하자고 세이버리를 설득했다.
- 1707년: 드니 파팽은 수많은 아이디어를 담은 증기 기관 연구집을 발간했다. 그 중 하나는 물레방아에 물을 올리기 위해 세버리 기관과 비슷한 것을 사용한 것이었다. 또한 실린더 속 증기가 농축된 후의 진공에 의해 올라가는 피스톤이 있는 세버리 기관의 물을 대체하는 것도 제안했으나 그 장치를 만드는 데는 실패했다.
- 1718년: 드사귈리예는 안전 밸브와 이전엔 두 밸브로 나뉘어 있었던 증기와 냉수를 동시에 관리하는 이중 밸브가 포함된 향상된 세버리 기관을 소개했으나 상업적으로 사용되지는 않았다.
- 1720년: 리에폴드는 확장에 기반하여 두 실린더가 증기를 받고 대기로 배출하는 것을 번갈아하는 기관을 고안했다.
- 1711년 혹은  1712년: 토머스 뉴커먼은 그의 첫 번째 상업 기관을 설치했다.[1]
- 1713년: 뉴커먼 기관을 조작하던 험프리 포터라는 소년은 작동 밸브들을 자동으로 열고 닫게 하는 간단한 시스템을 설치했다. 이제 뉴커먼 기관은 1분에 15번 운동할 수 있게 되었다.
- 1718년: 헨리 베이턴은 포터의 시스템보다 더 향상되고 믿을 수 있는 시스템을 제작했다.
- 1733년: 뉴커먼의 특허가 만료되었다. 이 때까지 100개의 뉴커먼 기관이 만들어졌다. 만들어진 후 50여년간 이 기관들은 영국 전역의 탄광에서 사용되었으며, 또한 지방 지역의 물 공급과 물레 방아를 이용한 물 끌어올리기 등에 사용되었다. 1742년에 이 기계 중 한 대만이 영국에서 쓰였고 두 대가 대륙으로 갔다.   진짜 성공은 그 다음 30년 동안에 찾아왔다. 콘월 주에서 주석 광산의 물을 빼내기 위해서 60대의 기계를 만들었던 것이다. 그렇지만 프랑스에서는 18세기 말에도 단지 다섯 대만이 제철소에서 사용되고 있었다.[2]
- 1769년: 존 스미턴은 뉴커멘 기관을 이용한 실험을 하며 이전보다 더 길게 피스톤 운동할 수 있는 향상된 기관들을 만들기 시작했다. 뉴터멘 기관의 최고점이었던 후기 기관들은 최대 80마력까지 낼 수 있었다.
- 1775년: 이 때까지 영국에는 600개의 뉴커멘 기관들이 사용되었다.
- 1779년: 제임스 피카드의 제안으로 회전 운동을 하는 뉴커먼 기관에 처음으로 크랭크가 제작되었다. 피카드는 이것을 수년간 특허를 내었으나, 시행할 수는 없었다.
- 1776년 - 1800년: 뉴커먼 기관은 1775년부터 1800년까지 1000대가 넘는 양이 제작되었으며, 특히 탄광이나 공장 등에서 사용이 급증했다.

### 와트의 증기 기관
- 1765년: 와트는 응축기를 분리하는 아이디어를 내놓았다. 이 아이디어의 열쇠는 이전 세이버리 엔진에서 증기를 응축시키고 진공을 만들어주던 물 분사 장치를 다시 배치하는 것이었다.

물통에 둘러싸인 더 작은 크기의 추가 원통 용기 안에 있는 응축기는 여전히 따뜻한 응축액을 미리 데워진 물을 보일러로 되돌려 보내게 해 주는 흡입 펌프로 온수통으로 보내게 한다.

이는 뉴커먼 기관에서 실린더를 매 운동마다 차갑게 식히던 것과는 달리 주 실린더를 언제나 뜨겁게 유지시킴으로써 열 능률을 상당히 향상시켰다. 와트는 또한 아래에 만들어진 진공에 반하여 피스톤의 윗부분이 움직이도록 대기압보다 조금 많은 압력밖에 만들 수 없었던 실린더의 윗부분을 밀봉했다. 이러한 이유로, 증기 기관은 더 이상 대기압의 어떤 요소의 영향도 받지 않게 되었다. 이어서 제임스 와트는 매슈 볼턴과 사업 제휴를 맺은 뒤 영국 핸즈워드에 '소호 공장'을 열었다.
- 1769년: 제임스 와트는 그의 기계로 특허를 얻었다. 능률의 향상은 와트와 그의 동료 매슈 볼턴에게는 값비싼 수리비와는 대조적으로 매년 사용하는 석탄의 양을 절약하는 이런 디자인을 라이센스 받기엔 충분했다. 예전에는 이 발명이 산업혁명의 시작으로 잘못 알려졌었다.
- 1775년: 와트와 볼턴이 형식적인 협력관계에 들어섰다. 와트의 특허는 의회법에 의해 1800년까지 25년 연장되었다.
- 1776년: 첫 상업용 볼턴 & 와트 증기기관이 만들어졌다.

## 같이 보기
- 산업 혁명
- 증기 기관차
- 증기선